# غطاس مقلنس
غطاس مقلنس (الاسم العلمي: Podiceps gallardoi) (بالإنجليزية: Hooded Grebe)‏ هو نوع من الطيور يتبع جنس الغطاس من الفصيلة الغطاسية.